# Cancer Epidemiology, Biomarkers & Prevention
Cancer Epidemiology, Biomarkers & Prevention, abgekürzt Cancer Epidem. Biomar., ist eine wissenschaftliche Zeitschrift, die von der American Association for Cancer Research veröffentlicht wird. Die erste Ausgabe erschien im November 1991. Derzeit erscheint die Zeitschrift monatlich. Es werden Artikel veröffentlicht, die sich mit der Krebsentstehung, der Krebsprävention und dem Überleben von Krebserkrankungen befassen.
Der Impact Factor lag im Jahr 2016 bei 4,142. Nach der Statistik des ISI Web of Knowledge wird das Journal mit diesem Impact Factor in der Kategorie Onkologie an 63. Stelle von 217 Zeitschriften und in der Kategorie Öffentliches Gesundheitswesen, Umwelt- und Arbeitsmedizin an 17. Stelle von 162 Zeitschriften geführt.
Chefherausgeber ist Timothy R. Rebbeck, University of Pennsylvania, Philadelphia, Vereinigte Staaten von Amerika.